# Citroën GS/GSA
Citroën GS ("Grande Série", dansk: "stor serie"), senere GSA ("Grande Série athlète"), var en personbilsmodel fra den franske bilfabrikant Citroën. Mellem efteråret 1970 og midten af 1986 blev der bygget 2,5 millioner biler af begge disse typer, de fleste i Rennes.
Mellem oktober 1970 og august 1979 hed bilen GS, og kom i september 1971 som stationcar med betegnelsen Break. Efter et facelift i september 1979 blev bilen omdøbt til GSA, hvor combi coupé-modellen fik et højtåbnende bagklap.
GS var udstyret med forhjulstræk og firecylindrede boxermotorer med luftkøling. Bilens hydrauliksystem, hydropneumatik, var i forenklet form afledt af den større søstermodel Citroën DS, i GS bortfaldt f.eks. servostyringen.
Det for den daværende tid usædvanlige strømlineformede karrosseri med Kammback-design muliggjorde et lavt brændstofforbrug og et overgennemsnitligt høj hastighed. De på trods af luftkøling og høje omdrejningstal lydsvage motorer og den store kabine gjorde bilen komfortabel.

## Drivlinje

### Motorer
GS fandtes med luftkølede firecylindrede boxermotorer på 1015 cm³ (54 hk), 1129 cm³ (55 hk) og 1220 cm³ (58 og 63 hk). I sit sidste byggeår kunne GS i nogle lande fås med den til GSA beregnede 1299 cm³-motor med 65 hk.
Mellem september 1973 og oktober 1975 fandtes der en version med toskivet wankelmotor fra Comotor kaldet Birotor med 105 hk. Comotor var et joint venture mellem Citroën og NSU. Wankelmotoren af type KKM 624 var en videreudvikling af KKM 612 fra NSU Ro 80. Comotor-wankelmotoren blev fortsat benyttet i Van Veen OCR 1000. Volkswagen trak sig i 1972 fra joint venture'et med Citroën, og Comotor var nu kun et datterselskab af Citroën. GS Birotor blev bygget i totalt 847 eksemplarer. Citroën forsøgte senere at tilbagekøbe samtlige solgte GS Birotor, da leveringen af reservedele ikke længere var garanteret; kun et meget lavt ukendt antal blev direkte skrottet.
Den videreudviklede GSA blev drevet af motorer på 1129 cm³ med 57 hk eller 1299 cm³ med 65 hk. Sidstnævnte fandtes i to forskellige varianter, som frem for alt adskilte sig gennem transistortænding og lavere brændstofforbrug.
Motoren var ikke en simpel videreudvikling af 2CV-motoren (tocylindret boxermotor), men derimod en komplet nykonstruktion. I stedet for en centralt i krumtaphuset placeret knastaksel var motoren udstyret med to overliggende knastaksler (DOHC), som blev drevet af en tandrem.
- Citroën GS Break (1971–1979)
- Citroën GS Birotor (1973–1975)
- Citroën GS Pallas (1978)

### Gearkasser
GS var som standard udstyret med firetrins manuel gearkasse, men kunne mod merpris leveres med tretrins automatgear. Birotor-modellen var udstyret med tretrins semiautomatisk gearkasse, som senere også kunne leveres som ekstraudstyr til Citroën CX.
GSA havde alt efter udstyrsvariant og motor fire- eller femtrins gearkasse. Gearkassen med fem trin havde enten en kort sportslig eller en lang mere komfortbetonet, omdrejningstalssænkende udveksling. Den allerede fra GS kendte tretrins semiautomatiske gearkasse havde en betydeligt længere udveksling og havde nu en for automatgearkasser typisk parkeringsspærre.

## Facelift
I september 1979 blev bilen såvel ind- som udvendigt grundigt modificeret og fremover solgt som GSA.
Synlige ændringer på GSA var en stor bagklap på combi coupé-modellen, kunststofkofangere, modificerede baglygter, kunststofdørhåndtag samt et futuristisk instrumentbræt af kunststof med betjeningssatelitter. GS og GSA var ligesom de større Citroën-modeller udstyret med hydropneumatik og fire skivebremser, sidstnævnte var i den lille mellemklasse ikke standardudstyr i de tidlige 1980'ere.
I juni 1985 indstilledes produktionen af combi coupé-modellen. I juli 1986 udgik også Break af produktion.
- Citroën GSA (1979–1985)
- Citroën GSA Break (1979–1986)
- Citroën GSA X3

### Versioner af GSA
- GSA Spécial var grundmodellen med lidt udstyr og fire gear. Denne version kunne kendes på de manglende hjulkapsler og fandtes også som stationcar Break.
- GSA Service Break med kun to døre/kun forsœde - solgt med gule plader i Danmark  - omtrent halvt så dyr som almindelig GS/A efter skat [1] [2]
- GSA Club med mere komfortabelt udstyr, bl.a. analogur, halogenforlygter og fem gear.
- GSA Pallas, som hos Citroën i øvrigt bar betegnelsen Pallas på en luksuriøs model. Denne version havde omdrejningstæller, fem gear, kortlæselamper, forchromet rørhale og midterarmlæn bagi. Typisk for Citroën mindede sæderne mere om stuestole end bilsæder.
- GSA X1 var sportsmodellen med udstyr ligesom GSA Spécial samt omdrejningstæller, femte gear med kort udveksling, hækspoiler, integralsæder foran, tågeforlygter og halogenlys. Slægtskabet med Spécial afsløredes frem for alt gennem de plasticbeklædte døre. X1 afløste Club-modellen.
- GSA X3 var den sportslige topmodel af GSA. Udover X1-udstyret havde X3-modellerne bl.a. bagrudevisker/-vasker, stofbeklædte døre og kortlæselampe.

På grund af de tre forskellige gearkasser opfører hver GSA sig forskelligt. X1- og X3-modellerne virkede som følge af den omdrejningsvillige motor på trods af den relativt lave effekt temmelig kvikke. Fra efteråret 1981 fandtes GSA kun med 1299 cm³-motoren med 48 kW (65 hk), og de enkelte versioner adskilte sig nu kun gennem deres udstyr.

### Specialmodeller
- GS Basalt rouge & noir (1978, bygget i 5000 eksemplarer): Lakering i sort med røde striber, tågeforlygter, skydetag samt sort/rødt indtræk.
- GSA Tuner (1982, bygget i 2500 eksemplarer): Lakering i sort, beige velourindtræk, tonede sideruder, radio med stereoforstærker og fem højttalere.
- GSA Break Cottage (1984, bygget i 2000 eksemplarer): Med striber.

## GS/GSA i tidens løb
GS blev valgt til Årets Bil i Europa 1971. Modellen tilbød fremskridende teknik til en relativt lav pris men faldt dog hurtigt ud på grund af den dårlige forarbejdningskvalitet.
I 1979 blev et stort antal til Storbritannien producerede biler ikke solgt og blev oplagret i Southampton, hvor de i op til to år blev udsat for saltholdig luft. GS og GSA er meget ømfindtlige over for rust.
Med den hydropneumatiske undervogn tilbød GS/GSA en i den lille mellemklasse overusædvanlig komfort, hvor Citroën var den eneste fabrikant som tilbød hydropneumatik i den lille mellemklasse. Betjeningskonceptet i GSA, hvor alle kontakter befandt sig i to betjeningssatelitter og kunne nås uden at flytte hænderne fra rattet, fandt ikke større popularitet hos køberne.
Som en af få vestligt producerede biler blev GSA importeret til DDR. Produktionen i Frankrig blev indstillet i juli 1986, mens den i andre lande fortsatte frem til midten af 1990.

## Beslægtede modeller
Motorerne fra GS og GSA blev frem til midten af 1990'erne benyttet i den rumænske minibil Oltcit, som blev bygget i samarbejde med Citroën. Bilen var optisk set stærkt rettet mod Citroën Visa og blev i nogle vesteuropæiske lande solgt under navnet Citroën Axel.
Derudover blev 1015 cm³-motoren fra GS benyttet i Ami Super, en firecylindret udgave af Ami 8.
Designet på den i august 1974 introducerede DS-efterfølger Citroën CX havde tydelige træk fra GS.

## Efterfølger
Afløsningen af GS begyndte i september 1982 med introduktionen af Citroën BX. Denne fandtes i første omgang kun som femdørs combi coupé, mens stationcarudgaven BX Break først fulgte i april 1985.
GSA Break blev dog i programmet som billigt alternativ frem til juli 1986.